# Linia kolejowa Erfurt – Nottleben
Linia kolejowa Erfurt – Nottleben – lokalna, nieczynna linia kolejowa w kraju związkowym Turyngia, w Niemczech. Łączy stolicę landu Erfurt z miejscowością Nottleben.